# Christian Heinrich August von Uffel
Christian Heinrich August von Uffel (* 14. Februar 1750 in Dresden; † 7. November 1822 in Leipzig) war ein deutscher Amtshauptmann, Domherr zu Naumburg (Saale) und kursächsischer und ab 1806 königlich-sächsischer Rittergutsbesitzer. Er war Erb-, Lehn- und Gerichtsherr auf Trünzig, Settendorf und Sorge, Hainichen und Schönberg. Außerdem war er Ritter des St. Johanniter-Malteser-Ordens.

## Leben
Er stammte aus dem hessischen Adelsgeschlecht Uffel (heute Uffeln genannt, damals aber nur Uffel geschrieben) und war der Sohn des Dresdner Hofrates Carl August von Uffeln und dessen Ehefrau Sophie Charlotte Luise geborene von Heringen aus Ottenhausen (1729–1752). Bereits frühzeitig verstarb seine Mutter, als er gerade erst zwei Jahre alt war. Sein Vater sorgte daher für ihn vor und schon im Alter von fünf Jahren erhielt Christian Heinrich August von Uffel eine Anwartschaft auf eine Präbende und spätere Domherrenstelle am Naumburger Dom.
Als sein Großvater Hans Heinrich von Heringen (1697–1773) im Juni 1773 in Dresden starb, erbte er gemeinsam mit seinen zwei Tanten dessen umfangreichen Rittergutsbesitz im thüringischen Ottenhausen, darunter das säkularisierte Benediktinerinnenkloster. Bis 1787 besaß er diese Güter, die er dann gewinnbringend weiterveräußerte. Er selbst hatte die Verwaltungslaufbahn eingeschlagen und war Amtshauptmann geworden. Daneben besaß er mehrere andere Rittergüter, darunter Trünzig, womit er 1780 belehnt wurde.
Christian Heinrich August von Uffel starb 1822 und wurde auf dem Johanniskirchhof in Leipzig beigesetzt.